# 皮奧角
54°1′S 38°5′W / 54.017°S 38.083°W
皮奧角是南極洲的海岬，位於南喬治亞島西端對開海域的伯德島南部，處於約翰遜灣入口處北部，由英國南極名稱諮詢委員會命名。